# Droits LGBT en Irlande
Les personnes lesbiennes, gays, bisexuelles et transgenres (LGBT) en Irlande peuvent faire face à des difficultés légales que ne connaissent pas les résidents non LGBT. En 2015, l'Irlande devient le premier pays au monde à autoriser le mariage homosexuel par voie de référendum.

## Statut légal de l'homosexualité

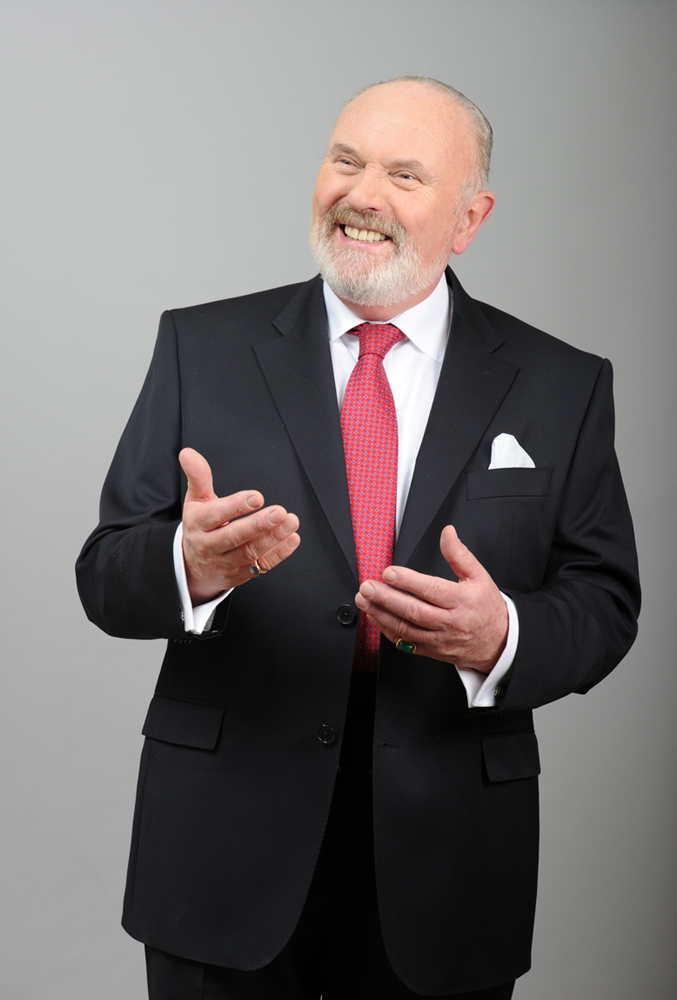
David Norris

Les actes sexuels entre hommes furent décriminalisés en 1993, à la suite de la campagne menée par David Norris et au terme de laquelle, en 1983, la criminalisation de l'homosexualité par la législation irlandaise fut portée devant la Cour européenne des droits de l'homme, qui statua en 1988 que cela allait à l'encontre de la Convention européenne des droits de l'homme (voir Norris c. Irlande).
La criminalisation des relations sexuelles entre hommes remontait au Criminal Law Amendment Act de 1885, qui s'appliquait à l'ensemble du Royaume-Uni de Grande-Bretagne et d'Irlande. La république d'Irlande fut par ailleurs la dernière entité de l'ancien royaume à abroger cette loi, l'Angleterre et le Pays de Galles l'ayant fait en 1967, l'Écosse en 1980 et l'Irlande du Nord 1982.
En 1993, lorsque le gouvernement, composé du Fianna Fáil et du Parti travailliste, proposa au Oireachtas de légaliser l'homosexualité, aucun des partis y siégeant ne s'y opposa, et fit également voter l'alignement de la majorité sexuelle pour les relations sexuelles entre hommes sur celle pour tout autre acte sexuel, alors même que la décision de la Cour européen des droits de l'homme ne mentionnait rien de la sorte.

## Lutte contre les discriminations et les violences
Les discriminations basées sur l'orientation sexuelle des personnes sont illégales depuis le vote de la loi pour l'égalité dans l'emploi en 1998 et de la loi sur les statuts égaux en 2000. Ces lois s'appliquent dans le domaine de l'emploi, de la formation professionnelle, de la publicité, des accords collectifs et de la fourniture de biens et services.
La section de la loi pour l'égalité dans l'emploi accorde néanmoins aux organisations religieuses, aux institutions médicales et éducatives un droit d'exception à l'embauche, afin de maintenir un ethos religieux ou en prévenir sa remise en cause. Des groupes tels que le Congrès irlandais des syndicats, l'Organisation irlandaise des théâtres, le Parti travailliste et le Sinn Féin souhaitent l'abolition de la section 37.
La loi portant sur l'interdiction de l'incitation à la haine votée en 1989, interdit l'incitation à la haine fondée sur l'orientation sexuelle. Elle prévoit comme sanction pouvant aller jusqu'à 10 000 £ et deux mois de prison ferme.

## Reconnaissance des couples de personnes de même sexe
Le mariage homosexuel est légalisé par référendum en 2015. 

## Homoparentalité
La loi irlandaise ne permet actuellement l'adoption que par des couples mariés ou des personnes célibataires. Un couple de personnes de même sexe non marié ne peut donc déposer conjointement une demande d'adoption, alors qu'une personne homosexuelle célibataire, ou l'un des membres d'un couple de personnes de même sexe, peut légalement le faire. De plus les couples homosexuels peuvent être des familles d'accueil.
Les couples de femmes peuvent recourir à la procréation médicalement assistée depuis 2000. 
En janvier 2014, le ministre de la Justice et de l'Égalité, Alan Shatter a annoncé que le gouvernement entendait accroître les droits du parents non-biologiques au sein des familles homoparentales. En 2020, un nouvelle loi permet la reconnaissance des enfants nés par PMA dans les couples de femmes.

## Droits des personnes transgenre
Depuis le 15 juillet 2015 et l’approbation par le Parlement d'Irlande du Gender Recognition Bill, les personnes trans majeures peuvent librement faire modifier leur état civil sans autorisation médicale et psychiatrique, ni chirurgie de réattribution sexuelle et stérilisation.

## Interdiction des thérapies de conversion
Le gouvernement présente une proposition de loi en 2023 visant à interdire les thérapies de conversion, et souhaite la faire adopter en priorité au printemps 2024

## Tableau récapitulatif
| Dépénalisation de l’homosexualité                                                   | (Depuis 1993) |
| Majorité sexuelle identique à celle des hétérosexuels                               | (Depuis 1993) |
| Interdiction de la discrimination liée à l'orientation sexuelle à l'embauche        | (Depuis 1998) |
| Interdiction de la discrimination liée à l'identité de genre dans tous les domaines | (Depuis 2000) |
| Mariage civil ou partenariat civil                                                  | (Depuis 2011) |
| Adoption conjointe dans les couples de personnes de même sexe                       | (Depuis 2015) |
| Adoption par les personnes homosexuelles célibataires                               | (Depuis 2015) |
| Droit pour les gays de servir dans l’armée                                          | (Depuis 1993) |
| Droit de changer légalement de genre                                                | (Depuis 2015) |
| Gestation pour autrui pour les gays                                                 | Non           |
| Accès aux FIV pour les lesbiennes                                                   | (Depuis 2000) |
| Autorisation du don de sang pour les HSH                                            | Non           |